# NGC 6258
NGC 6258 est une galaxie elliptique située dans la constellation du Dragon. Sa vitesse par rapport au fond diffus cosmologique est de 3 024 ± 14 km/s, ce qui correspond à une distance de Hubble de 44,6 ± 3,1 Mpc (∼145 millions d'al). NGC 6258 a été découverte par l'astronome américain Lewis Swift en 1886.